# Detersja
Detersja – wygładzanie rzeźby terenu przez transportowany w stopie lodowca materiał morenowy. W wyniku detersji powstają m.in. wygłady lodowcowe.